# Jardín botánico de Koroit
El Jardín botánico de Koroit, (inglés: Koroit Botanic Gardens) es un jardín botánico con 3 hectárea de extensión, próximo al centro de Koroit, Victoria, Australia.

## Localización e información
Los Koroit Botanic Gardens, se ubican en el condado de "Moyne Shire" tierras de volcanes inactivos, y ondulados prados, que fueron pobladas inicialmente por inmigrantes irlandeses. La pequeña localidad de Koroit está a 280 km de Melbourne y a 10 km al oeste de Warrnambool. Cerca de "Tower Hill", un lago en un cráter volcánico que entró en erupción hace unos 20,000 años.
Koroit Botanic Gardens Moyne Shire PO Box 51 Port Fairy Victoria 3284 Australia.
Planos y vistas satelitales.38°17′50″S 142°22′10″E / -38.29722, 142.36944
El jardín botánico está abierto todos los días del año.

## Historia
El jardín botánico de Koroit es uno de los primeros jardines botánicos de Victoria y tiene una gran significación histórica, científica (botánica) y estética. Recibió la protección más alta de la herencia del estado, siguiendo su inclusión en el registro de la herencia de Victoria. 
Después de que el asentamiento de Koroit fuera reconocido en 1857, fue reservada la tierra para un jardín público y promulgado en 1862.
Las plantas inicialmente fueron donadas por Ferdinand von Mueller en 1870, sin embargo a partir de 1880, los jardines fueron desarrollados por un plan de William R Guilfoyle (1840–1912) reconocido arquitecto del paisaje. Guilfoyle había sucedido en 1873 a Ferdinand von Mueller como director del Real Jardín Botánico de Melbourne. Su diseño consistía en unas densas plantaciones de árboles y arbustos, sobre todo en el perímetro. 
Este es el cuarto jardín botánico más viejo del Estado de Victoria, es uno de los ejemplos más intactos de un jardín botánico regional del siglo XIX, y un ejemplo temprano importante del trabajo de Guilfoyle. 
Con senderos curvados, cuidados céspedes, plantaciones en los perímetros, áreas de interés hortícola intensivo y un lago, los jardines ejemplifican las ideas de Guilfoyle sobre un jardín botánico.
En 1985, siete árboles eran mencionados en el " National Trust's Register of Significant Trees in Victoria". El monumento a la guerra fue reparado con una base nueva en 1990, con unas cadenas rodeándolo y dos mástiles de banderas. 
Celebrando el 150 aniversario del jardín botánico en 1996, el nieto de William Guilfoyle plantó una Araucaria cunninghamii y también en este año se plantó un Sequoiadendron giganteum como parte de las celebraciones del sesquicentenario de Mueller. También en 1996 se han donado árboles por el programa de "Flora for Victoria". 
En 1993 el recinto de la iglesia, que incluye el jardín botánico, fue agregado al registro del estado nacional. Los jardines fueron agregados al registro de la herencia del Estado de Victoria en 2006.

## Colecciones
En este jardín botánico el 10 % de sus colecciones de plantas pertenecen a la flora australiana :
- Guilfoyle Garden,
- Colección de Flora de Victoria
- Colección de plantas de Irlanda,

El "National Trust of Australia" clasificó a los jardines en 1985 con 7 especímenes de árboles listados en el "Register of Significant Trees". Gardens : Dracaena draco (Dragon's Blood Tree); Rapanea howittiana (Mutton-wood); Ficus platypoda (Toromeo); Araucaria cunninghamii (Hoop Pine); Cupressus torulosa (Bhutan Cypress); Fraxinus ornus (Manna Ash). 
Otros especímenes destacables, Araucaria columnaris, Araucaria heterophylla, Araucaria bidwillii, Agathis robusta (Kauri), Cedrus atlantica f. glauca, Cupressus macrocarpa y Ficus macrophylla. 